# هیتان
هیتان، روستایی از توابع بخش مرکزی شهرستان نیک‌شهر در استان سیستان و بلوچستان ایران است.

## جمعیت
این روستا در دهستان هیچان قرار دارد و براساس سرشماری مرکز آمار ایران در سال ۱۳۹۵، جمعیت آن ۳۴۱ نفر (۷۹ خانوار) بوده‌است.